# Smash and grab
För musikalbumet, se Smash and Grab (album)

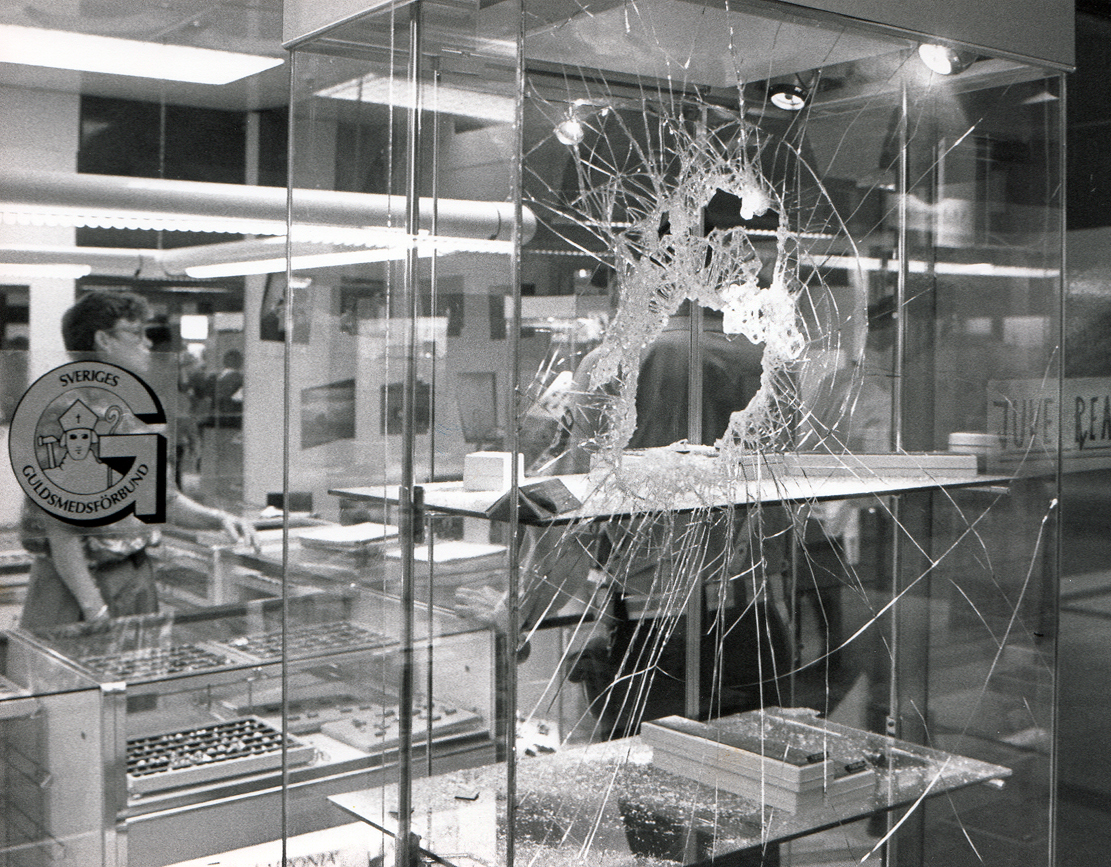
Poliser förhör ett butiksbiträde strax efter en smash and grab-kupp på Caroli City Guld i Malmö 1987.

Smash and grab är ett engelskt uttryck som avser rån eller stöld med ett modus operandi av att krossa ett skyltfönster, roffa åt sig värdefulla varor och sedan snabbt försvinna. Brottet består därmed både av tillgrepp och skadegörelse. Smash and grab kan ske genom att slå sönder skyltfönstret med ett tillhygge eller köra in i affärslokalen med ett motorfordon; i det senare fallet kan fordonet också användas som flyktbil. 